# Нова Воля (Куявсько-Поморське воєводство)
Нова Воля (пол. Nowa Wola) — село в Польщі, у гміні Хоцень Влоцлавського повіту Куявсько-Поморського воєводства.
Населення — 188 осіб (2011).
У 1975-1998 роках село належало до Влоцлавського воєводства.

## Демографія
Демографічна структура станом на 31 березня 2011 року:
|          | Загалом | Допрацездатний вік | Працездатний вік | Постпрацездатний вік |
| -------- | ------- | ------------------ | ---------------- | -------------------- |
| Чоловіки | 86      | 25                 | 54               | 7                    |
| Жінки    | 102     | 21                 | 62               | 19                   |
| Разом    | 188     | 46                 | 116              | 26                   |